# 赤城大空
赤城大空（日语：赤城 大空，1991年5月8日—），日本輕小說作家。出身於鳥取縣。

## 人物簡介
2011年，筆名以《下流梗不存在的灰暗世界》獲得第6屆小學館輕小說大獎優秀獎。2012年連載化，2014年漫畫化（由柚木N'作畫，於《月刊Comic BLADE》連載），2015年7月至9月播出同名電視動畫。
2015年1月，另一輕小說作品《第二次的夏天，再也無法見面的妳》發行，2016年12月漫畫化（由源素水作畫，於《月刊少年Sunday》連載），9月宣布改編成真人電影，2017年9月首映。
除了主業之外，他還以「龍谷西（ドラゴンタニシ）」的名義在KAKUYOMU連載，並於2022年2月將GAGAGA文庫的連載作品《淫魔追放》書籍化。

## 作品列表
全由小學館出版發行。
| 中文名稱                                        | 日文名稱 | 插圖     | 文庫                            | 發表年份                | 冊數                   | 中文代理   |
| ----------------------------------------------- | -------- | -------- | ------------------------------- | ----------------------- | ---------------------- | ---------- |
| 下流梗不存在的灰暗世界                          |          | 霜月八日 | GAGAGA文庫                      | 2012年－2016年          | 全12冊                 | 尖端出版   |
| 第二次的夏天，再也無法見面的妳                  |          |          | GAGAGA文庫 小學館文庫（新書版） | 2015年 2017年（新書版） | 全1冊                  | 台灣東販   |
| 見面一戳絕頂除靈！                              |          | 魔太郎   | GAGAGA文庫                      | 2017年－發表中          | 9冊 （截至2021年12月） | 東立出版社 |
| 想讓我成功的 最強女老師們圍繞著培養方針到處閑逛 |          | 田島粒子 | GAGAGA文庫                      | 2020年－發表中          | 3冊 （截至2021年8月）  |            |

## 外部連結
- 赤城大空的X（前Twitter） （日語）